# Epirrhoe altivaga
Epirrhoe altivaga là một loài bướm đêm trong họ Geometridae.